# Immigrantinvestorprogram
Et immigrantinvestorprogram er et politisk program, der er designet til at tiltrække udenlandsk kapital og forretningsfolk ved til gengæld at tildele dem statsborgerskab og retten til at bo i landet. Denne type programmer kendes også som statsborgerskab ved investering, gyldne visa eller gyldne pas.
Immigrantinvestorprogrammer har normalt flere kriterier, der skal opfyldes for at en investering kan betragtes som kvalificeret til programmet. Disse kriterier vedrører ofte jobskabelse, opkøb af ejendom, ikke-refunderbare bidrag eller specifikke industrier. De fleste af disse programmer er struktureret på en måde der sikrer at investeringen bidrager tgil velfærd, fremskridt og økonomisk udvikling i det land, som investoren ønsker at opnå statsborgerskab i, og er ofte mere et spørgsmål om at give et økonomisk bidrag end blot en investering.